# Vicente Celestino Mallea
Vicente Celestino Mallea (San Juan, 5 de abril de 1848 - íd., 27 de diciembre de 1894) fue un funcionario y político argentino, que ejerció como vicegobernador de la provincia de San Juan entre 1884 y 1887.

## Biografía
En 1878 participó en la reforma de la Constitución Provincial como convencional constituyente. La convención fue presidida por el doctor Manuel García, presidente del Superior Tribunal de Justicia, mientras que los demás convencionales constituyentes fueron el doctor Anacleto Gil, doctor Carlos Doncel, doctor Natanael Morcillo, Daniel S. Aubone, Juan Luis Sarmiento, doctor Adán Zavalla, José Pedro Cortínez, Ignacio Segundo Flores, Federico Moreno, doctor Belisario Albarracín, Javier Baca, Juan de Dios Jofré, doctor Juan P. Albarracín y Guillermo Villegas.
Se desempeñó como presidente del Senado a cargo del Poder Ejecutivo hasta el 12 de mayo de 1884, cuando asumió la vicegobernación con 36 años, acompañando a Carlos Doncel como candidato del grupo de los "Regeneradores", facción local del Partido Autonomista Nacional completamente identificada con el presidente Julio Argentino Roca. Poco antes de asumir, fue herido en el atentado que le costó la vida al exgobernador Agustín Gómez y en que fue gravemente herido el gobernador Anacleto Gil. Prestó juramento en la Casa de Gobierno provincial, especialmente inaugurada con ese acto. Fue el primer vicegobernador en completar el período de 3 años de mandato.
Entre los años 1887 y 1888 fue ministro del gobernador Federico Moreno y uno de los fundadores del Club Social, en 1888.
Falleció en San Juan el 27 de diciembre de 1894 a la edad de 46 años.